# Rökå
Rökå ist ein Ort (småort) in der schwedischen Provinz Västerbottens län und der historischen Provinz (landskap) Lappland. Der 1830 gegründete Ort liegt in der Gemeinde Malå, 22 Kilometer vom Hauptort Malå entfernt.